# ريتشارد ليويلين
ريتشارد ليويلين (بالإنجليزية: Richard Llewellyn)‏ (8 ديسمبر 1906 في المملكة المتحدة - 30 نوفمبر 1983، لندن في المملكة المتحدة)؛ كاتِب، سيناريست، صحفي وروائي بريطاني.

## روابط خارجية
- ريتشارد ليويلين على موقع IMDb (الإنجليزية)
- ريتشارد ليويلين على موقع الموسوعة البريطانية (الإنجليزية)
- ريتشارد ليويلين على موقع مونزينجر (الألمانية)
- ريتشارد ليويلين على موقع قاعدة بيانات برودواي على الإنترنت (الإنجليزية)
- ريتشارد ليويلين على موقع قاعدة بيانات الأفلام السويدية (السويدية)
- ريتشارد ليويلين على موقع إن إن دي بي (الإنجليزية)